# Haploniscus gnanamuthi
Haploniscus gnanamuthi är en kräftdjursart som beskrevs av George 2004. Haploniscus gnanamuthi ingår i släktet Haploniscus och familjen Haploniscidae. Inga underarter finns listade i Catalogue of Life.